# Universidad de la Ciénega del Estado de Michoacán de Ocampo
La Universidad de la Ciénega del Estado de Michoacán de Ocampo (UCEMICH) es una universidad pública ubicada en Sahuayo de Morelos en el estado mexicano de Michoacán. 

## Historia
La universidad había sido concebida desde 2003 tanto por parte del gobierno del estado, como por la UNAM, la UMSNH y el «Patronato de Apoyo al Proyecto Universidad Autónoma de La Ciénega A.C.», pero no fue hasta 2005 que el gobernador de Michoacán Lázaro Cárdenas Batel se hizo cargo del proyecto y autorizó la creación de lo que sería la «UCEMICH». En ese mismo año se estableció un convenio con la UNAM, siendo rector Juan Ramón de la Fuente Ramírez, para llevar a cabo los estudios de factibilidad.
El 1 de diciembre de 2005 fue colocada la primera piedra y el 31 de agosto de 2006 la institución inició operaciones con 208 alumnos, en edificios externos a la universidad ya que el inmueble académico seguía en construcción; el 5 de diciembre del 2006 se entregaron las instalaciones universitarias.
El 21 de diciembre del 2006 se publicó en el Periódico Oficial del estado de Michoacán el Decreto de Creación de la Universidad de la Ciénega «como un organismo público descentralizado de la Administración Pública Estatal, con personalidad jurídica y patrimonio propios, sectorizada a la Secretaría de Educación». El 15 de febrero del 2008 se modificaron ciertas disposiciones del decreto, con lo que se estableció un convenio entre el gobierno de Michoacán y el gobierno federal en el que se otorgarían recursos federales a la universidad.

## Oferta Educativa

### Programas de Ingeniería y Licenciatura
- Ingeniería en Energía
- Ingeniería en Nanotecnología
- Licenciatura en Estudios Multiculturales
- Licenciatura en Genómica Alimentaria
- Licenciatura en Gestión y Administración Pública
- Licenciatura en Innovación Educativa

### Programas de Postgrado

#### Maestrías
- Maestría en Biociencias
- Maestría en Ciencias de la Educación
- Maestría en Gobierno y Políticas Públicas